# Дуарте Коста, Карлош
Карлус Дуарте Коста (порт. Carlos Duarte Costa; 21 июля 1888, Рио-де-Жанейро — 26 марта 1961, там же) — епископ, отлучённый Римско-Католической церковью, бывший ординарий епархии Ботукату, основатель и примас отколовшейся Бразильской католической апостольской церкви.

## Биография

### Ранние годы
Он закончил начальное обучение в салезианском колледже Санта-Роза в Нитерое. В 1897 году дядя-епископ Эдуардо Дуарте да Силва отвез его в Рим для продолжения образования в иезуитской малой семинарии Папский латиноамериканский колледж. В 1905 году он вернулся в Бразилию по состоянию здоровья и поступил в августинскую семинарию в Уберабе, где продолжил свои философские и теологические исследования. 
После окончания Папского Григорианского университета 1 апреля 1911 года был рукоположен в священника и несколько лет был секретарём епископа епархии Уберабы. 4 июля 1924 году был назначен Пием XI епископом архиепархии Ботукату и 8 декабря 1924 года рукоположён в епископы.

### Радикальный епископ
Считался противоречивым епископом: он защищал социализм, конец обязательного для духовенства целибата и право прихожан на развод. В 1930-х годах критиковал деятельность президента Бразилии Жетулиу Варгаса, социальное учение и внутреннее устройство Римско-Католической церкви. В 1932 году Дуарте Коста даже принял участие в неудачной антиваргасовской Конституционалистской революции, профинансировав «Епископский батальон» войск конституционалистов, который, впрочем, так и не вступил в боевые действия. Он также провёл социальную акцию в защиту безземельных жителей епархии.  
В 1936 году Дуарте Коста совершил свой второй визит ad limina в Рим, встретившись с Папой Пием XI. Широко распространено мнение, что он представил Папе список радикальных предложений по реформе Католической церкви в Бразилии. В этот период он подружился с другим бразильским священником, который впоследствии достиг мировой известности — Элдером Камарой. 
В сентябре 1937 года ушёл в отставку с должности ординария епархии Ботукату после того, как не исполнил инструкции апостольской нунциатуры. Был назначен титулярным епископом Мавры (символический титул, отсылавший к давно прекратившему свое существование территориальному подразделению церковной администрации Северной Африке). Обосновался в Рио-де-Жанейро, где нашёл поддержку у кардинала Себастьяна Леме-да-Силвейра Синтра.

### Противник фашизма и христианский коммунист
Во время II Мировой войны призывал к проверке священников итальянской и немецкой национальности, подозревая и обвиняя их в симпатиях к фашизму и нацизму. В это же время обвинял Святой Престол в поддержке европейского фашизма.
В 1944 году он приобрел ещё большую известность, написав восторженное предисловие к бразильскому переводу книги «Советская власть» настоятеля англиканского Кентерберийского собора, преподобного Хьюлетта Джонсона, известного как «Красный настоятель» за свою бескомпромиссную поддержку СССР. Дуарте Коста последовательно сохранял свою леворадикальную приверженность, призывая к установлению «христианского коммунизма» в противовес «фашизму Римско-католической церкви». 
Пока он пользовался защитой кардинала Леме-да-Силвейры Синтры, политическую деятельность Дуарте Косты не преследовали. Однако вскоре после смерти кардинала он был официально обвинён бразильским правительством в симпатиях к коммунистам. 6 июня 1944 года арестован и содержался в тюрьме города Белу-Оризонти по обвинению в распространении коммунистических идей. 
После освобождения из тюрьмы Карлос Дуарте Коста вскоре снова оказался в беде. В мае 1945 года в газетном интервью он обвинял Святой Престол и конкретно папского нунция Бразилии за помощь бежавшим нацистам, укрывшимся в Бразилии, а также в шпионаже в пользу держав фашистской Оси. 

### Отлучение и создание собственной церкви
В августе 1945 года объявил о планах создания Бразильской католической апостольской церкви, в которой священникам будет разрешено вступать в брак, а епископы будут избираться всенародным голосованием. Он также незаконно рукоположил двух новых епископов, за что был отлучён от Римско-Католической церкви 2 июля 1945 года Пием XII (формально за отрицание католических доктрин, таких как непогрешимость и верховенство папы, а также нерасторжимость брака). Узнав об отлучении, Дуарте Коста ответил: «Я считаю сегодняшний день одним из самых счастливых дней в моей жизни», — и немедленно присвоил себе титул «архиепископа Рио-де-Жанейро». 
Ещё перед образованием новой церкви 15 августа 1945 года рукоположил в епископы тогдашнего избранного епископа «Свободной католической церкви» Саломана Барбозу Ферраза, который в 1959 году был принят Папой Иоанном XXIII обратно в Римско-католическую апостольскую церковь и признан действительным епископом, без получения нового посвящения. Дуарте Коста посвятил в общей сложности одиннадцать епископов новой церкви, но со многими у него были натянутые отношения: с самых первых дней он яростно боролся с Ферразом, а Луиса Фернанду Кастилью Мендеса неоднократно осуждал как мошенника и шарлатана.
18 августа 1945 года на мероприятии в Сан-Паулу Дуарте Коста обнародовал свой «Манифест к нации», который стал социальным и политическим кредо только что основанной им Бразильской католической апостольской церкви (Igreja Católica Apostólica Brasileira, ICAB).  При этом он продолжал использовать те же облачения, знаки отличия и обряды, что и в Римско-католической церкви. Это побудило кардиналов Сан-Паулу и Рио-де-Жанейро обратиться к министру юстиции и самому президенту с просьбой вынести судебный запрет как против него, так и против ICAB. 27 сентября 1948 года церкви ICAB были закрыты судами.
Дуарте Коста быстро подал апелляцию и впредь в 1948—1961 гг. занимался юридической легализацией Бразильской католической апостольской церкви, открытием новых приходов в Латинской Америке. В 1949 году Верховный суд Бразилии постановил, что ICAB может вновь открыть свои двери при условии, что церковь будет использовать изменённую литургию, а ее духовенство будет носить серые рясы, чтобы свести к минимуму вероятность путаницы с чёрноризными католическими священнослужителями.  
В отличие от официальной католической церкви в Бразилии, ICAB установила дружеские отношения с такими течениями, как спиритизм, масонство или синкретические общины Умбанда, Макумба и Кандомбле. ICAB привлекла внимание исследователей бразильских религий: например, Роже Бастид описал её как «имеющую как религиозную, так и политическую программу», у которой много общего с Коммунистической партией. Сам Дуарте Коста в октябре 1945 года основал «Христианско-социалистическую партию», зарегистрированную Высшим избирательным судом резолюцией 211; эта партия не имеет никакого отношения к нынешней Социал-христианской партии. 
Умер 26 марта 1961 года в Рио-де-Жанейро и через некоторое время был провозглашён святым Бразильской католической апостольской церкви.